# Karl August von Stockhausen
Karl August von Stockhausen (* 18. Mai 1810 in Offenbach am Main; † 9. Dezember 1866 in Darmstadt) war ein großherzoglich-hessischer General, der sich während der Untersuchungen zur hessischen Niederlage im Krieg von 1866 erschoss.

## Familie
August von Stockhausen war der Sohn von Georg Friedrich Wilhelm Freiherr v. Stockhausen (1778–1855) und Elisabeth Katharina geb. Schäffer (1782–1855). Er heiratete 1832 oder 1838 Anna Johanna Augusta von Mettingh (10. Juli 1811 in Frankfurt am Main–25. März 1900 in Karlsruhe).
Aus dieser Ehe gingen drei Kinder hervor:
- Friedrich Wilhelm Gustav von Stockhausen (* 26. April 1840 in Darmstadt; † 21. Januar 1900), verheiratet 1.: 1866 mit Adelheid Sophie Nancy Louise Milie Henriette Löw; 2.: 1883 mit Emma Freiin Löw von Steinfurth (* 16. August 1837 in Seligenstadt).
- Marie Antoine von Stockhausen (* 14. März 1845)
- Hugo Moritz Eduard von Stockhausen (* vor dem 10. Oktober 1851 [Taufe] in Darmstadt; † 26. August 1856 in Worms).

## Laufbahn
August von Stockhausen war zunächst Kadettkorporal (Portepéekorporal) im 2. Garde-Regiment des Großherzogtums Hessen. 1828 wurde er Sekondeleutnant und zum 1. Infanterie-Regiment versetzt. Die Militärkarriere setzte er 1834 als Premierleutnant fort, 1845 wurde er Hauptmann und 1855 Major und Kommandeur des 1. Bataillons des 3. Großherzoglich-Hessischen Leib-Regiments. Ab 1858 war er Flügeladjutant und Oberstleutnant, ab 1859 Oberst. Ein Jahr später folgte die Ernennung zum Kommandeur des 4. Großherzoglich Hessischen Infanterie-Regiments „Prinz Carl“. Am 10. März 1866 wurde er im Vorfeld des Kriegs von 1866 Generalmajor.

Im Krieg von 1866 kommandierte August von Stockhausen eine Brigade aus 2 Regimentern zu je 2 Bataillonen. Sie traf am frühen Morgen des 13. Juli 1866 in Frohnhofen ein, wo sich seit der vorangegangenen Nacht preußische und großherzoglich-hessische Truppen – letztere unter General Georg Frey (1807–1890) – gegenüberstanden. In den folgenden Kampfhandlungen wurde das Pferd, auf dem von Stockhausen ritt, unter ihm getötet. Die Hessen unterlagen. Unter den 175 Toten war auch ein nicht-adeliger Oberleutnant Stockhausen, der mit August von Stockhausen wohl nicht verwandt war.

## Tod
Gegen eine Anzahl hessischer Offiziere wurde im Zusammenhang mit deren Verhalten im Gefecht von Frohnhofen eine Untersuchung eingeleitet. August von Stockhausen hat sich im Zuge der Untersuchungen am 9. Dezember 1866 erschossen. Sein Grabstein ist auf dem Alten Friedhof in Darmstadt erhalten.

## Ehrungen
- 1850 Ritterkreuz I. Klasse des Großherzoglich Hessischen Ludwigsordens
- 1854 Inhaber der IV. Klasse des Kurfürstlich Hessischen Wilhelmsordens
- 1857 Russischer Sankt-Stanislaus-Orden II. Klasse
- 1860 Komturkreuz II. Klasse des Großherzoglich Hessischen Verdienstordens Philipps des Großmütigen
- 1865 Kommandeurkreuz I. Klasse des Kurfürstlich Hessischen Wilhelmsordens